# Скапија ди Паљија (Витербо)
Скапија ди Паљија је насеље у Италији у округу Витербо, региону Лацио.
Према процени из 2011. у насељу је живело 159 становника. Насеље се налази на надморској висини од 65 м.